# Kup Hrvatske u odbojci za muškarce 2020./21.
Kup Hrvatske u odbojci za muškarce za sezonu 2020./21. je osvojila "Mursa - Osijek". 

## Rezultati

### 1. kolo
| par | datum              | mjesto odigravanja | par                                           | rez.     | setovi                            | napomene | izvještaj |
| --- | ------------------ | ------------------ | --------------------------------------------- | -------- | --------------------------------- | -------- | --------- |
| 1.  | 21. studenog 2020. | Rijeka             | Mlaka Rijeka - Ribola Kaštela (Kaštel Lukšić) | 0:3      | 11:25, 16:25, 12:25               |          |           |
| 2.  | 21. studenog 2020. | Bibinje            | Bibinje - Mladost Zagreb                      | 0:3      | 12:25, 5:25, 6:25                 |          |           |
| 3.  | 3. prosinca 2020.  | Osijek             | Željezničar Osijek - Mursa-Osijek             | 1:3      | 22:25, 17:25, 26:24, 15:25        |          |           |
| 4.  | 21. studenog 2020. | Zadar              | Zadar - Rijeka                                | 0:3      | 16:25, 23:25, 18:25               |          |           |
| 5.  | 21. studenog 2020. | Zagreb             | Sheeft Zagreb - Split                         | 0:3      | 14:25, 14:25, 20:25               |          |           |
| 6.  | 21. studenog 2020. | Slavonski Brod     | Marsonia Slavonski Brod - Kitro Varaždin      | 1:3      | 25:23, 20:23, 20:23, 20:23        |          |           |
| 7.  |                    |                    | Sisak                                         | slobodni | slobodni                          |          |           |
| 8.  | 3. prosinca 2020.  | Rovinj             | Rovinj - Centrometal (Črečan - Macinec)       | 2:3      | 25:23, 19:25, 27:25, 19:25, 13:15 |          |           |

### Četvrtzavršnica (2. kolo)
| par | datum              | mjesto odigravanja | par                                           | rez. | setovi                     | napomene | izvještaj |
| --- | ------------------ | ------------------ | --------------------------------------------- | ---- | -------------------------- | -------- | --------- |
| 9.  | 5. prosinca 2020.  | Sisak              | Sisak - Ribola Kaštela (Kaštel Lukšić)        | 0:3  | 22:25, 17:25, 16:25        |          |           |
| 10. | 5. prosinca 2020.  | Varaždin           | Kitro Varaždin - Mladost Zagreb               | 0:3  | 17:25, 17:25, 16:25        |          |           |
| 11. | 16. prosinca 2020. | Nedelišće          | Centrometal (Črečan - Macinec) - Mursa-Osijek | 0:3  | 20:25, 13:25, 18:25        |          |           |
| 12. | 5. prosinca 2020.  | Split              | Split - Rijeka                                | 3:1  | 32:30, 18:25, 25:16, 25:13 |          |           |

### Poluzavršnica
| par | datum             | mjesto odigravanja | par                                             | rez. | setovi                            | napomene | izvještaj |
| --- | ----------------- | ------------------ | ----------------------------------------------- | ---- | --------------------------------- | -------- | --------- |
| 13  | 10. veljače 2021. | Osijek             | Mursa-Osijek - Split                            | 3:1  | 26:28, 26:24, 25:19, 26:24        |          |           |
| 14. | 16. veljače 2021. | Kaštel Stari       | Ribola Kaštela (Kaštel Lukšić) - Mladost Zagreb | 3:2  | 22:25, 25:20, 16:25, 25:22, 15:10 |          |           |

### Završnica
| par | datum            | mjesto odigravanja        | klub1        | klub2                          | rez. | setovi                     | napomene | izvještaj |
| --- | ---------------- | ------------------------- | ------------ | ------------------------------ | ---- | -------------------------- | -------- | --------- |
| 15. | 11. ožujka 2021. | Osijek, NŠD "Gradski vrt" | Mursa-Osijek | Ribola Kaštela (Kaštel Lukšić) | 3:1  | 17:25, 25:23, 25:20, 25:22 |          |           |

## Vanjske poveznice
- natjecanja.hos-cvf.hr, Hrvatska odbojkaška natjecanja
- hos-cvf.hr, Hrvatski odbojkaški savez
- odbojka.hr  Arhivirana inačica izvorne stranice od 21. srpnja 2019. (Wayback Machine)
- crovolleyball.com  Arhivirana inačica izvorne stranice od 3. lipnja 2021. (Wayback Machine)